# Лабудалинь
Лабудалинь (в старом произношении — Лабдарин, кит. 拉布大林街道办事处 — Labu dalin) —уличный комитет городского уезда Аргунь в автономном районе Внутренняя Монголия.

## История
На месте первых заимок, основанных Каргиным, Косяковым и братьями Кустовыми в 1895—1900-х годы, постепенно выросла деревня. Именно в неё из Щучьей перенёс свою резиденцию даотай (чиновник, глава местной администрации)[неизвестный термин]. Кроме сбора налогов никакой другой деятельностью китайцы не занимались.
В 1932 году, с приходом в Маньчжурию японцев, резиденция даотая была ликвидирована, а в 1955—1956 годы из этих мест выселили русское население. На их место стали приезжать большие партии китайцев из центральных районов Маньчжурии и Китая.
Часть рождённых от смешанных русско-китайских браков осталась на постоянное проживание. Таких порядка 8 тысяч человек, из которых 2500 крещёные в православной вере.
Священник Дионисий Поздняев так описывал Лабудалинь на начало 2000-х: «До начала 70-х годов здесь были лишь пастбища, только по окончании „великой культурной революции“ возник поселок, разросшийся сегодня в городок, ставший административным центром Трёхречья. В самом городе нет, пожалуй, ничего примечательного, разве что крытый рынок с надписями по-русски и по-китайски: „Центр китайско-русской торговли“. Русского, правда, на рынке немного — разве что пуховые платки из Оренбурга. Остальные товары вполне типичны, и только по обилию и разнообразию мясных рядов понимаешь, что находишься во Внутренней Монголии».
В 1991—1999 году по инициативе местных православных верующих был построен православный храм во имя святителя Иннокентия Иркутского. Его можно рассматривать как символический памятник русскому Трёхречью. Однако постоянного священника в храме нет до сих пор. 30 августа 2009 года православный храм был освящён в честь святителя Иннокентия Иркутского. Освящение совершил китайский православный священник Михаил Ван из Шанхая в сослужении настоятеля Петропавловского прихода в Гонконге протоиерея Дионисия Поздняева
В 2001 году посёлок Лабудалинь был преобразован в уличный комитет Синьчэн (新城街道) городского уезда Аргунь. В 2006 году уличному комитету Синьчэн было возвращено название «Лабудалинь».